# Медаль «За спасение утопавших»
Не следует путать данную медаль с другими медалями Российской империи: «За спасение сограждан», «За спасение погибавших», «За спасение человечества», «За спасение ближних на море», «За спасение погибавших на море», «За спасение».
Не следует путать данную медаль с медалью «За спасение утопающих» СССР и Российской Федерации, а также с одноимённой медалью ПМР.
Меда́ль «За спасе́ние утопа́вших» — государственная награда Российской империи, награждения которой производились в 1827—1828 году.

## Основные сведения
Медаль «За спасение утопавших» учреждена 23 сентября (5 октября) 1827 года указом Николая I. Указ об учреждении был сообщён управляющим Министерства внутренних дел В. С. Ланским управляющему Кабинетом Его Императорского Величества П. М. Волконскому. Медаль имела два варианта, отличающихся по диаметру. Известно всего не более чем о 15 награждённых. Медаль просуществовала короткий период, с апреля 1828 года вместо неё стали вручать другую награду — медаль «За спасение погибавших».

## Порядок награждения
Награждались лица, спасавшие утопающих. Первый известный случай награждения относится к октябрю 1827 года: было награждено шесть крестьян Костромской губернии за спасение 10 человек на Волге. В декабре 1827 года был награждён крестьянин Лифляндской губернии за спасение 4 человек. В первом случае награждали медалями для ношения в петлице, во втором — для ношения на ленте на шее.

## Описание медали
Медали сделаны из серебра. Диаметр 28 мм или 50 мм. На лицевой стороне медали изображён портрет Николая I, обращённый вправо. Вдоль края медали по окружности надпись «Б.М.НИКОЛАЙ I ИМП.ВСЕРОСС.». На оборотной стороне медали горизонтальная надпись в три строки: «ЗА СПАСЕНІЕ УТОПАВШИХЪ», под ней черта.

## Порядок ношения
Медаль имела ушко для крепления к колодке или ленте. Носить медаль следовало на груди или в петлице. Лента медали — Владимирская.